# Cirrhaea dependens
Cirrhaea dependens là một loài lan. Đây là loài điển hình của chi Cirrhaea.

## Hình ảnh

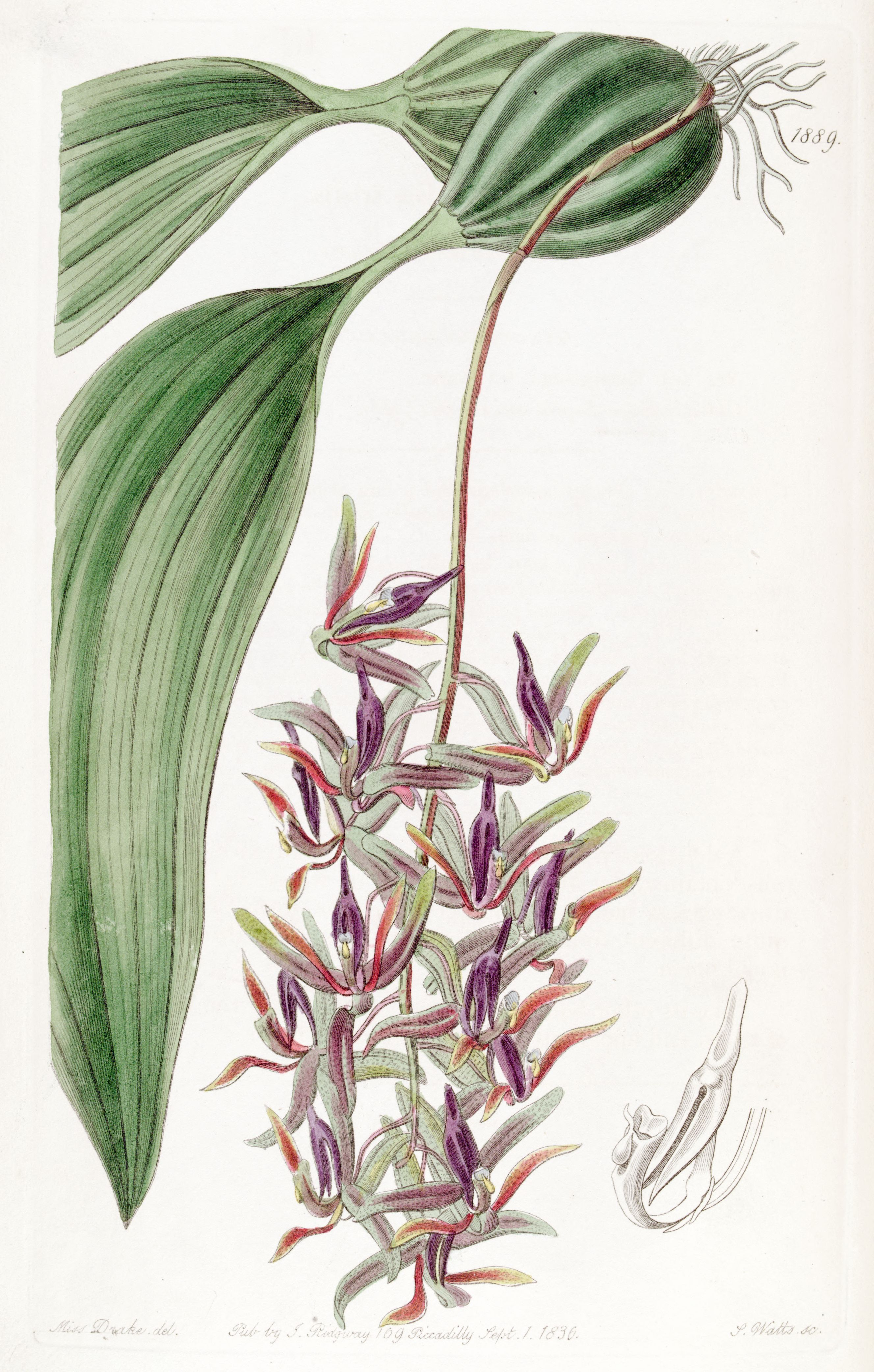
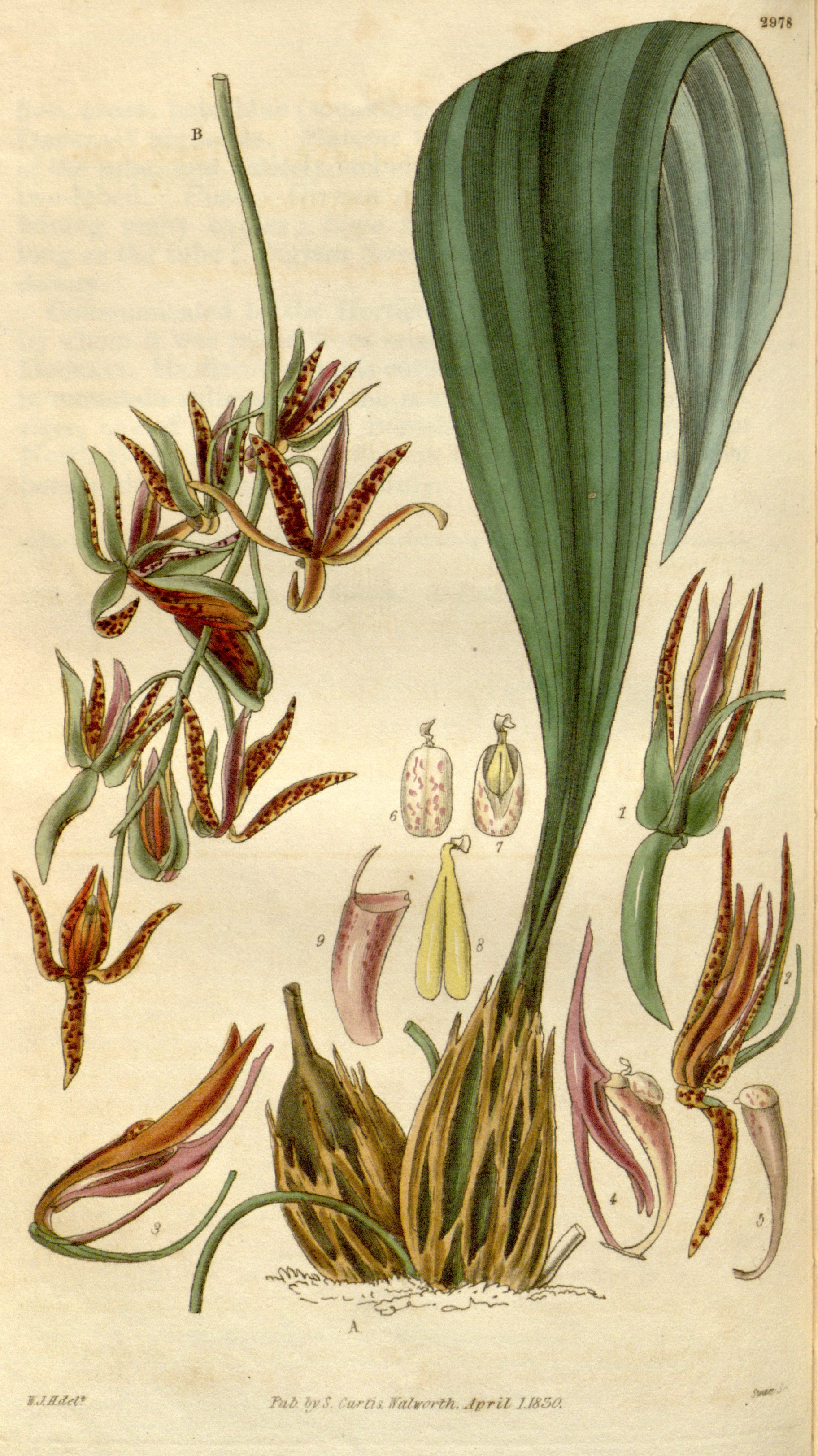